# 卡丽·莱克
卡丽·莱克·霍尔珀林（1969年8月23日—）是一名美国政治人物和前电视新闻记者，美国国际媒体署特别顾问。在菲尼克斯电视台KSAZ-TV工作了22年后，她于2021年3月辞去了主播职务。
莱克是2022年亚利桑那州州长选举的共和党候选人，受到前总统唐纳德·特朗普的支持，竞选期间她对2020年总统选举提出了舞弊指控，并指控州長對手亚利桑那州州务卿凯蒂·霍布斯涉及2020年选举有关相關犯罪，最終在2022年11月8日的州长选举中敗給民主黨的霍布斯。
2024年12月11日，美国當選總統特朗普宣布任命萊克為下一任美國之音台長。然而莱克没有正式上任台长，而改任美国之音上级机构美国国际媒体署的特别顾问。

## 早年生活和教育
莱克出生于伊利诺伊州，父母是来自威斯康辛州里奇兰中心的教师、足球和篮球教练拉里·A·莱克和来自威斯康辛州阿普尔顿的护士希拉·A·莱克。
莱克在爱荷华州长大。她毕业于爱荷华州埃尔德里奇的北斯科特高中，之后获得了爱荷华大学传播和新闻文学学士学位。

## 媒体生涯
1991年5月，莱克在爱荷华大学实习期间，在爱荷华州达文波特的KWQC-TV工作，后来成为制作助理。莱克于1992年加入了伊利诺伊州罗克艾兰的WHBF-TV，担任每日记者和周末天气预报员。1994年8月，莱克将被亚利桑那州凤凰城的KPNX聘请为周末天气预报主持人，后来成为KPNX的晚间主播。1998年夏天，莱克搬到纽约州奥尔巴尼，接替了克里斯·卡波斯塔西在WNYT的工作。
莱克于1999年返回亚利桑那州，并成为KSAZ-TV（福克斯10凤凰社）的晚间主播，在KSAZ期间，莱克分别于2016年和2020年采访了美国总统巴拉克·奥巴马和唐纳德·特朗普。
在几年的时间里，莱克辞去了当地电视主持人的工作，成为亚利桑那州亲特朗普政治人物的领袖。在媒体工作的最后几年，她因在社交媒体上分享了未经证实的信息而引发批评，但获得了挑衅者的声誉。2018年，她反对教育工作者罢工运动，该运动通过罢工和抗议寻求更多的教育资金，而莱克声称该运动是“推动大麻合法化的重大举措”；她后来为这一声明道歉，说她“做出了错误的结论”，据该电台区域人力资源总监称，她随后意外地离开了电台职位一个月。2019年7月，莱克在网络平台Parler上宣传她的账户时被拍到“热麦克”镜头。2020年4月，她在推特和脸书上分享了COVID-19的争议信息。莱克的言论和行为使她在电台工作的最后几年与同事之间存在分歧。
2021年3月，电视新闻行业网站FTVLive发布了莱克在奥兰多举行的保守政治行动会议（CPAC）期间的一段剪辑视频，并质疑莱克在那里究竟是作为记者还是作为一名运动成员，一天后莱克宣布离开KSAZ。从KSAZ辞职后，莱克出现在保守派YouTube频道PragerU的一段视频中，在视频中，她分享了自己在新闻业的经历以及导致她辞职的原因。2021年6月，她宣布竞选亚利桑那州州长。
2024年12月11日，美国當選總統特朗普宣布任命萊克為下一任美國之音台長。然而莱克没有正式上任台长，而是在2025年3月就任美国之音上级机构美国国际媒体署的特别顾问。

## 政治生涯

### 政党更替

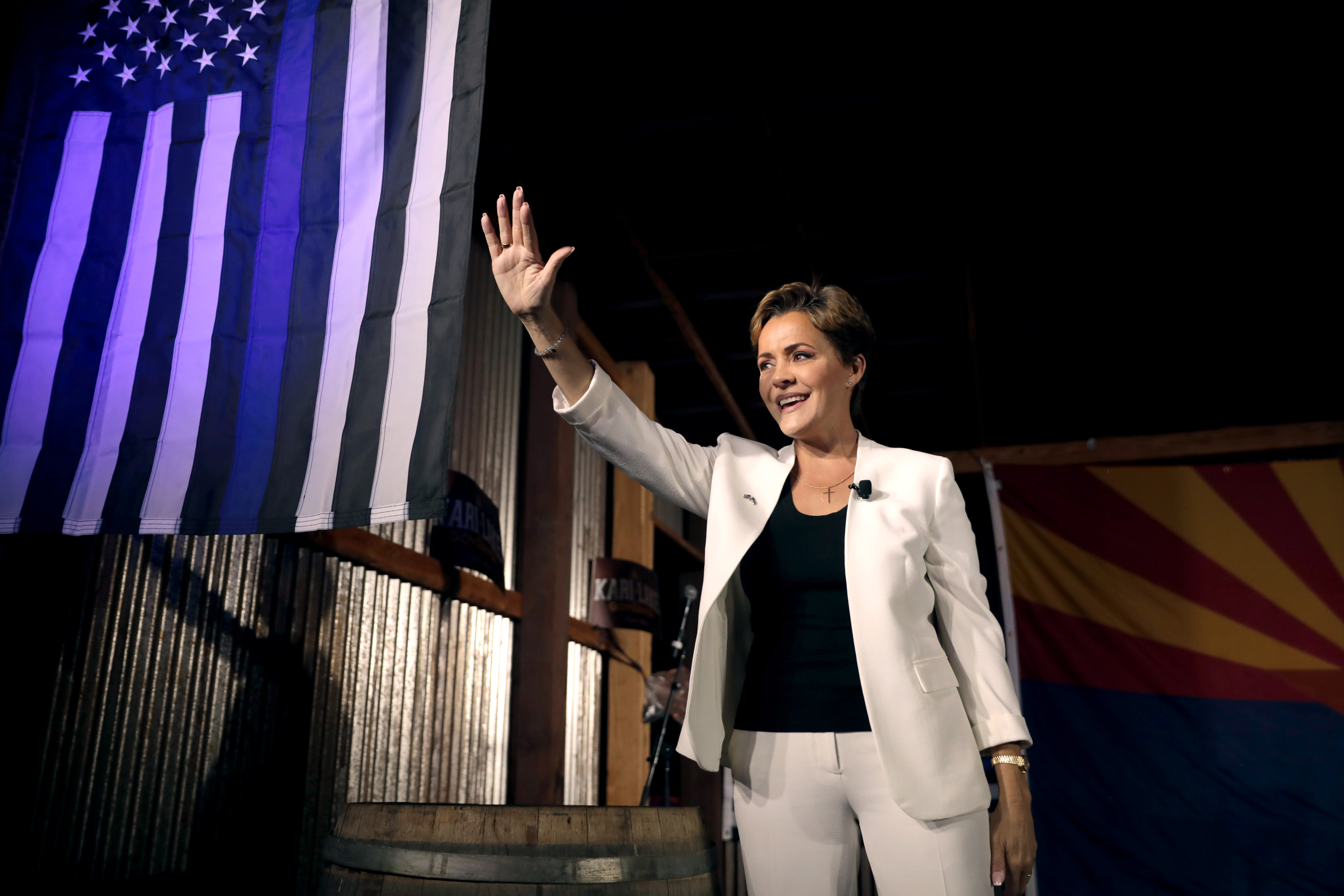
在2021年10月2日的一次竞选活动中，莱克站在一面细蓝线旗前

2006年11月3日成为了一名独立人前，莱克一直是共和党成员。2008年1月4日，即奥巴马在爱荷华州民主党总统预选获胜后的第二天，莱克登记成为民主党人。2012年1月31日，莱克重新成为共和党人。她解释说，2006年她离开共和党是对当时正在进行的伊拉克和阿富汗战争的回应。她曾在2004年美国总统选举支持约翰·克里，2008年美国总统选举支持巴拉克·奥巴马。她还曾向民主党总统候选人捐款。2021年开始州长竞选后，莱克列举了特朗普、罗纳德·里根和亚利桑那州共和党主席凯利·沃德这三位前民主党人作为她變更黨籍的先例。

### 2022年州长竞选
- 40–50%
- 50–60%

共和党初选结果

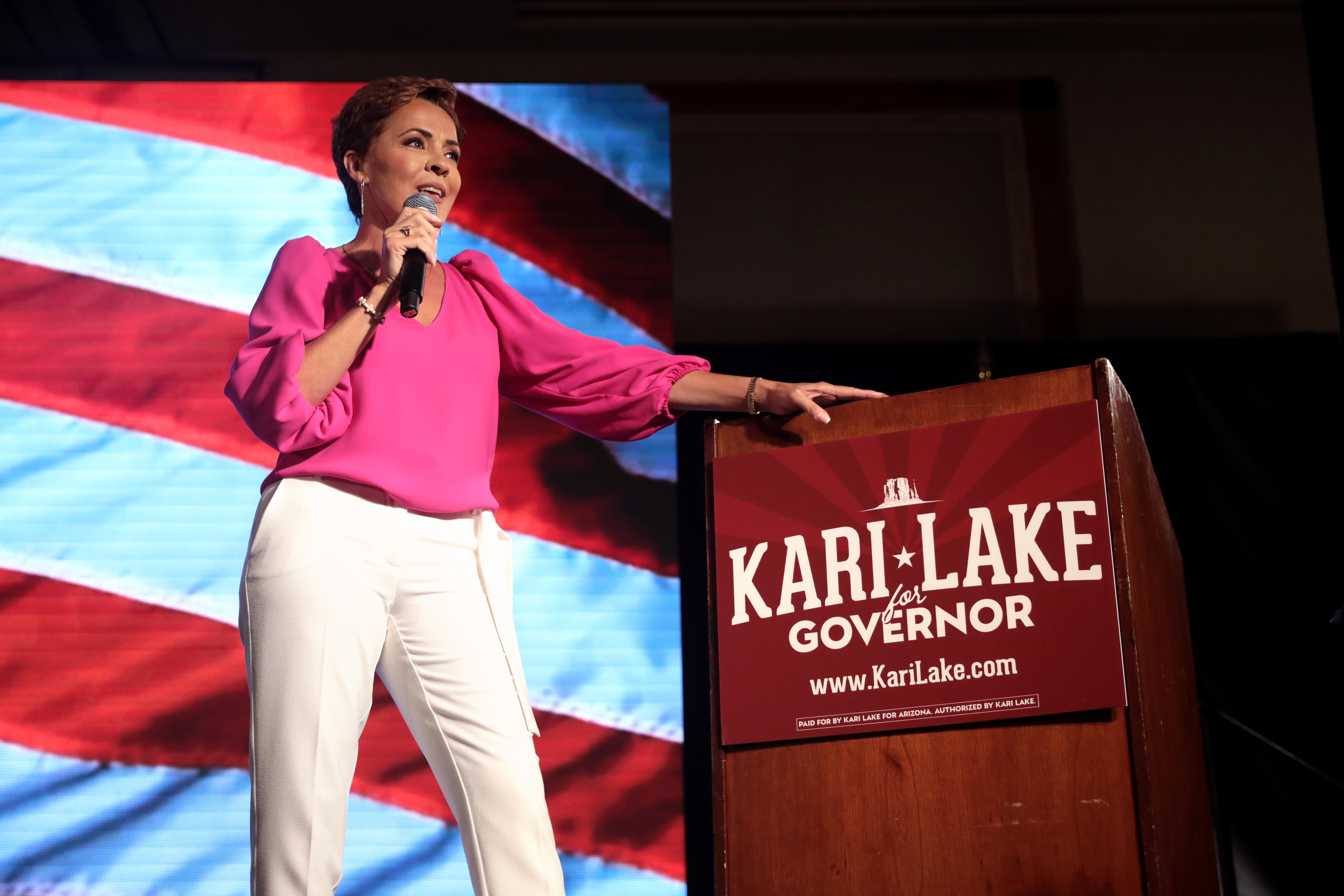
2021年7月5日，在亚利桑那州斯科茨代尔的一次竞选活动中

莱克于2021年6月1日提交了书面文件，以寻求2022年亚利桑那州州长选举的共和党提名。2021年9月28日，莱克获得了唐纳德·特朗普的支持 。
其他三位寻求共和党提名的候选人分别是前房地产开发商、亚利桑那州董事会成员卡林·泰勒·罗布森；Paola Tulliani Zen和斯科特·尼利。莱克和罗布森是领跑者，在民意调查和筹款方面处于领先。截至2021年底，莱克已从12000个来源筹集到140万美元。第五位共和党候选人、前国会议员马特·萨尔蒙在民调中落后，退出了竞选。
初选被视为与特朗普结盟的共和党人和建制派共和党人之间的“战斗”。罗布森得到了前副总统迈克·彭斯、现任亚利桑那州州长道格·杜瑟和前新泽西州州长克里斯·克里斯蒂等人物的支持。
莱克在8月2日的共和党初选中获胜，在所有县都获得第一名。

### COVID-19
2021年8月，在COVID-19大流行期间，莱克领导了反口罩集会，呼吁亚利桑那州立大学的学生不遵守该大学的口罩要求政策。莱克说，如果她是州长，她不会容忍COVID-19大流行中的口罩要求和疫苗要求。2021年11月，莱克告诉一群退休共和党人，她正在服用羟氯喹来预防COVID-19病毒感染。她说，作为州长，她将努力在该州生产羟氯喹和伊维菌素，以“让我们更容易获得这些救命药物”。尽管进行了大量研究，但这两种药物都没有被证明对治疗或治疗COVID-19有效。莱克质疑COVID-19疫苗，并说她还没有接种疫苗。

### 政治立场
莱克称自己是保守派共和党人，并在2022年将自己描述为“特朗普候选人”。在2022年的州长竞选期间，她吸引了右翼激进分子的支持，与纳粹同情者和与QAnon有联系的活动家一起出现在竞选活动中。她指责乔·拜登总统和民主党人隐藏着“恶魔议程”。她出席了在奥兰多举行的2021年保守政治行动会议（CPAC），这是保守派和共和党人的年度会议。
莱克在2022年表示，她认为堕胎是“极端的罪恶”，并赞扬了最高法院在多布斯诉杰克逊妇女健康组织案中的裁决，该裁决认为在美国宪法下没有联邦堕胎权，并推翻了罗诉韦德案。她表示支持在亚利桑那州禁止手术堕胎和药物堕胎。莱克在《独立期刊评论》的一篇专栏文章中写道，作为州长，她将驱逐未经联邦批准进入亚利桑那州的非法移民，并完成特朗普边境墙的未完工部分。
2015年，莱克发布了几篇支持跨性别青年的文章，但在2022年，她发起了一场坚定的反跨性别运动。在LGBT权利方面，她反对基于性取向和性别认同的反歧视法，反对跨性别者进入相反生理性别的厕所。
在接受60分钟澳大利亚记者利亚姆·巴特利特采访时，莱克断言，由于严格的澳大利亚枪支法，澳大利亚人“没有自由”。几个月后，莱克在一条推文中表示，如果当选州长，她不会“承认”联邦枪支法。

### 支持特朗普总统
莱克一直是关于特朗普的2020年总统选举被“偷走”说法的主要支持者。在竞选期间，她与特朗普保持一致，并将竞选宣传作为其竞选的核心。
莱克称乔·拜登没有获得8100万张选票，而亚利桑那州实际上是特朗普获胜。在2021年马里科帕县总统投票审计没有发现选举舞弊的证据后，她要求“取消选举资格”，但这在法律上是不可能的，因为这样的程序不存在。她赞同特朗普女发言人利兹·哈林顿的说法，即民主党人利用邮寄选票来操纵选举。莱克在推特上引用了西德尼·鲍威尔当晚在Lou Dobbs Tonight节目中的话，宣称存在一场大规模的选举舞弊阴谋。她主张监禁亚利桑那州州务卿 凯蒂·霍布斯（2022年以民主党人身份竞选州长），理由是与2020年选举有关的犯罪指控。莱克还声称，与1月6日国会大厦冲击事件有关而被捕的被告“未经指控被关在监狱里”。
特朗普支持莱克的候选资格，亚利桑那州众议员保罗·戈萨拉和前国家安全事务助理迈克尔·弗林等亲特朗普的共和党政治人物也支持莱克。相比之下，莱克的主要主要对手罗布森得到了即将离任的共和党州长道格·杜瑟以及亚利桑那州参议院议长凯伦·范恩和美国繁荣联盟的支持。莱克抨击罗布森未能支持选举舞弊的指控。莱克参加了由“我的枕头”创始人迈克·林德尔主持的活动，他是2020年选举舞弊指控的著名推动者。在2021年的州长竞选活动中，她说，如果当时她是州长，她就不会证明拜登在2020年的亚利桑那州选举中获胜。在2022年6月共和党提名候选人之间的辩论中，莱克继续坚持2020年总统选举是“偷来的”和“腐败的”。
福克斯新闻在2022年7月报道说，在特朗普就职典礼的前几天，莱克在Facebook上发布了一个meme，宣布就职典礼为“全国哀悼和抗议日”。莱克询问人们可能会如何抗议，建议“向美国公民自由联盟、全国有色人种协进会或计划生育联合会捐款？使用标签#NotMyPresident？你会取消关注唐纳德·特朗普吗？”在福克斯新闻询问莱克的竞选团队此事后，该帖子被删除。

### 变装皇后争议
在莱克发表评论批评变装皇后在儿童面前表演后，以芭芭拉·塞维利亚的名义进行专业表演的里克·史蒂文斯发布了据称展示了职业关系和个人友谊的照片和短信。史蒂文斯称，应莱克的邀请，他曾在莱克的家里在莱克当时9岁或10岁的女儿面前表演。莱克将史蒂文斯的指控描述为“诽谤性谎言”，明确否认他们是朋友，否认他曾去过她家。莱克威胁要对史蒂文斯和追踪此事的媒体提起诉讼。

## 个人生活
莱克1998年8月与现任丈夫杰夫·哈尔佩林结婚。她的前夫是电气工程师特雷西·芬尼根。